# یوهانا هاگن
یوهانا هاگن (آلمانی: Johanna Hagn؛ زادهٔ ۲۷ ژانویهٔ ۱۹۷۳) جودوکار اهل آلمان بود.